# Mini-aerogenerador

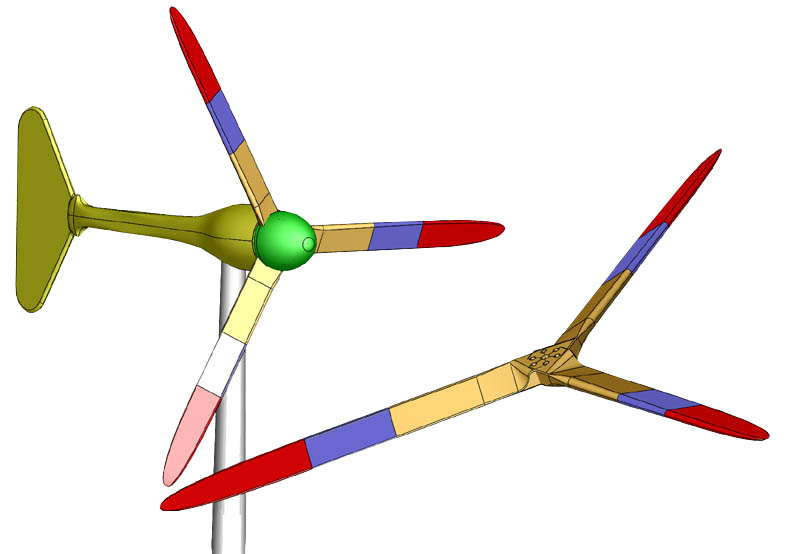
Esquema d'un mini-aerogenerador.

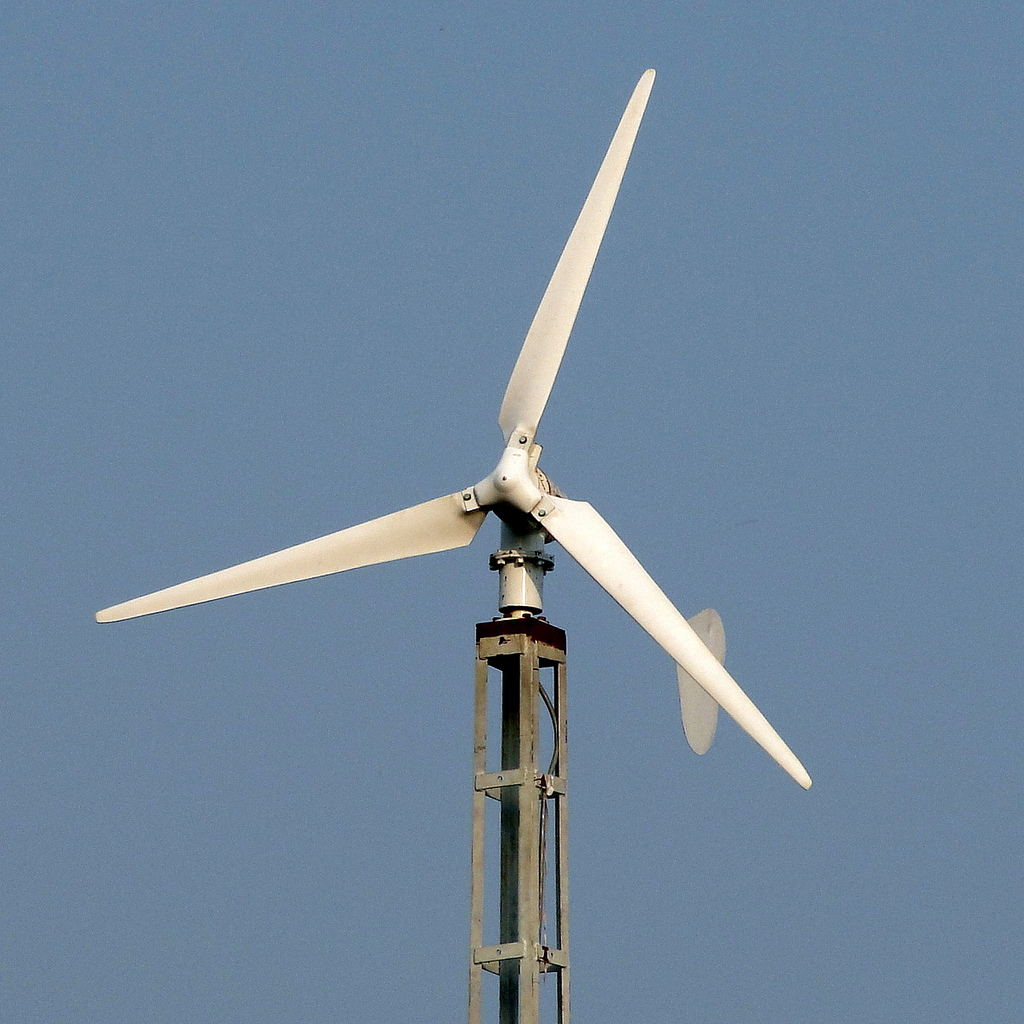
Un micro molí de vent d'1 kW instal·lat als suburbis de Lahore, Pakistan.

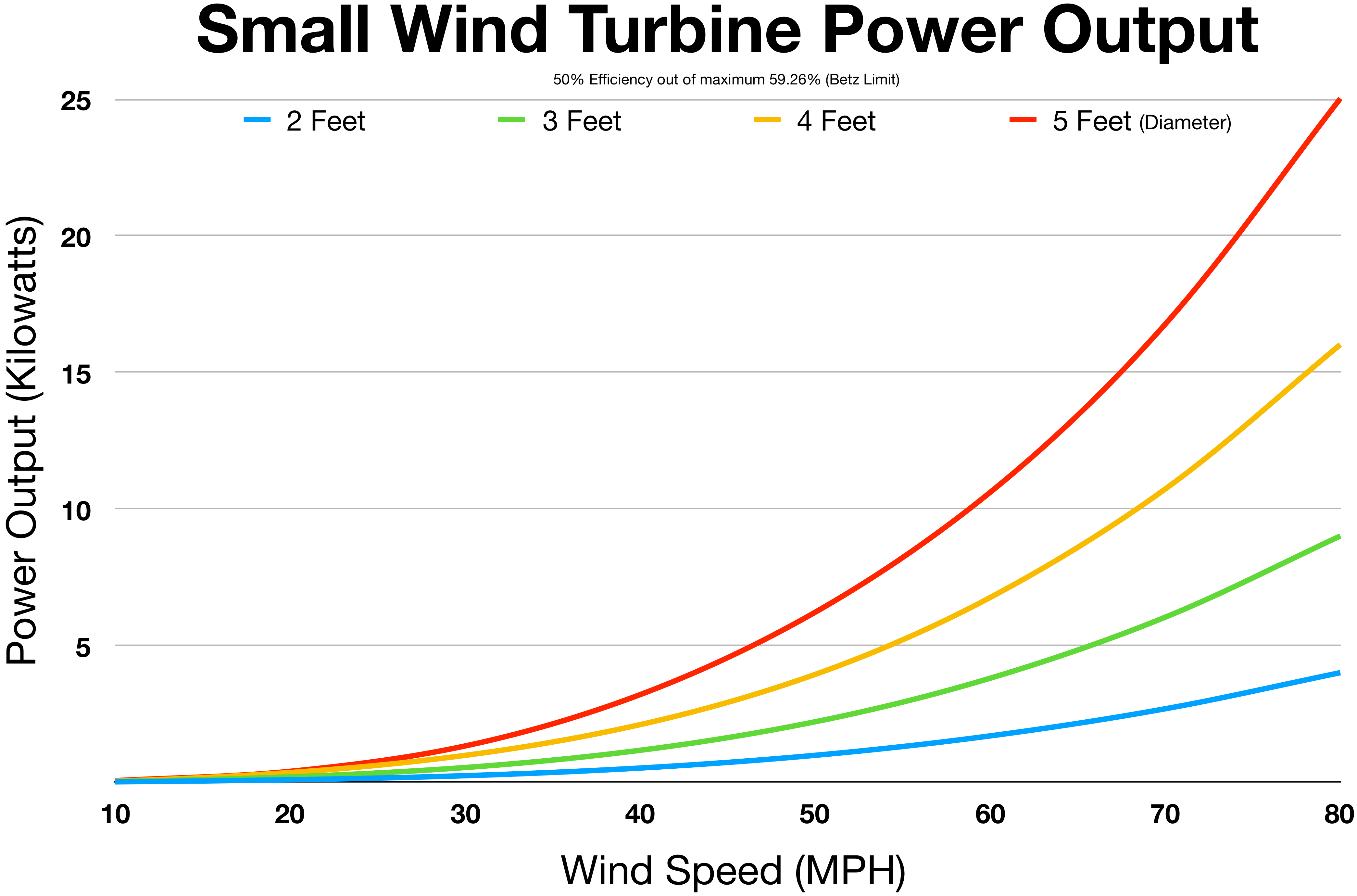
Potència de sortida de petita turbina eòlica

Els mini-aerogeneradors o micro-aerogeneradors, són petites turbines eòliques, que s'utilitzen per a la microgeneració d'electricitat, a diferència dels grans aerogeneradors comercials, com els que es troben als parcs eòlics. Els mini-aerogeneradors solen tenir sistemes d'ajust al vent passius en lloc dels actius. Utilitzen un generador d'accionament directe i utilitzen una aleta per apuntar cap al vent, mentre que les turbines més grans tenen trens de propulsió d'engranatges que s'orienten cap al vent de forma activa.
Les turbines eòliques petites solen produir entre 500 W i 10 kW de potència, tot i que les turbines més petites poden ser tan petites com un generador d'energia auxiliar de 50 watts per a un vaixell, caravana o unitat de refrigeració en miniatura, i l'Associació Canadenca d'Energia Eòlica (CanWEA) defineix "small wind" - "vent petit" fins a 300 kW. La norma IEC 61400 defineix els mini-aerogeneradors com aerogeneradors amb una àrea d'escombrada del rotor inferior a 200 m ², que generen una tensió inferior a 1000 Va.c. o 1500 Vd.c.

## Disseny

### Pales
Les pales de la turbina de petita escala solen ser 1.5 a 3.5 metres (4 ft 11 in–11 ft 6 in) de diàmetre i produeixen 0,5-10 kW d'electricitat a la seva òptima velocitat de vent. La majoria dels mini-aerogeneradors són aerogeneradors tradicionals d'eix horitzontal. En algunes casos, els aerogeneradors d'eix vertical tenen avantatges operacionals en manteniment i col·locació per raó de la seva senzillesa, però els VAWT són menys fiables que els HAWT i menys eficients a l'hora de convertir el vent en electricitat. La relació entre la velocitat de les puntes de les pales i la velocitat del vent s'anomena relació de velocitat de la punta. Això s'ha de mantenir en un punt òptim d'eficiència. Una elevada relació elevació/arrossegament també augmentarà l'eficiència.

Les petites turbines eòliques muntades a terra solen estar suportades per quatre tirants i un pal utilitzat per aixecar i baixar la torre. Hi ha disponibles conjunts de muntatge complets anomenats "kits de torre".

Hi ha disponible una gamma de materials sintètics que inclouen polímers reforçats amb fibra de carboni, nanocomposites i fibra de vidre E. Tot i que les fibres naturals són susceptibles a variacions de qualitat, l'alta absorció d'humitat i la baixa estabilitat tèrmica, les fan no desitjables per a les pales més grans, però les turbines petites encara les poden poden aprofitar. Es pot utilitzar fusta i el tipus de fusta s'ha de triar en funció de la disponibilitat, el cost i el temps de creixement, la densitat mitjana, l'alta rigidesa i la tensió de trencament. Els recobriments s'utilitzen generalment per reduir la humitat, i s'ha trobat que l'esmalt blanc amb imprimació és especialment eficaç. L'avet de Sitka (utilitzat en hèlixs) i l'avet Douglas s'han utilitzat a les pales de les turbines. El Nepal ha utilitzat petites turbines de pala fetes de fusta recoberta, com ara Sal, Saur, Sisau, Uttish, Tuni, Okhar, pi i lakuri. Més enllà de la fusta, els compostos a base de bambú també es poden utilitzar tant en turbines eòliques grans com petites a causa de la seva baixa densitat i capacitat de segrest de carboni, cosa que fa que els materials de bambú siguin respectuosos amb el medi ambient. A més a més, en relació amb la fusta, el bambú té una resistència més alta a la fractura, una major resistència, menors costos de processament i una taxa de creixement ràpida. Els desenvolupaments de materials en curs inclouen laminats de bambú que utilitzen resines i materials híbrids de fibra de carboni de bambú. El cànem, el lli, la fusta i el bambú són tots els materials candidats a les pales per a petites turbines.

### Col·locació

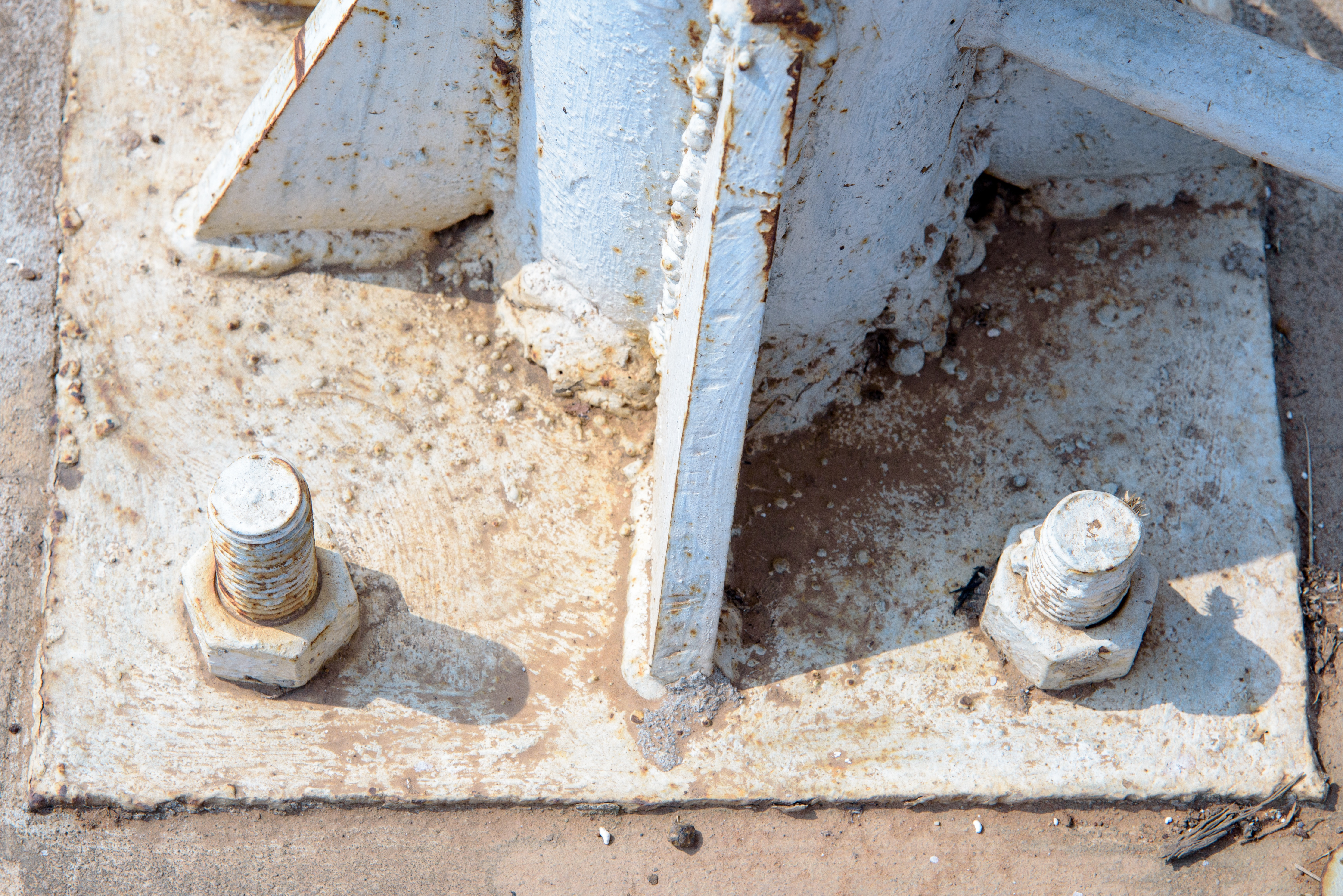
Les turbines eòliques prou petites per ser subjectades per una sola canonada d'acer sovint es fixen amb una placa base de bastida muntada a una base de formigó. Un disseny amb frontisses permet baixar fàcilment per al manteniment.

Els mini-aerogeneradors requereixen una velocitat de vent mínima per començar a generar corrent, anomenada velocitat d'entrada. Aquesta velocitat sol ser d'uns 4 metres per segon (8.9 mph), encara que algunes turbines eòliques petites es poden dissenyar per treballar a velocitats de vent més baixes. Les turbines sovint es munten en una torre per elevar-les per sobre de qualsevol obstacle proper. Una regla general és que les turbines han de tenir com a mínim 9 m (30 ft) més alt que qualsevol obstacle dins d'un radi de 150 m (490 ft). Les millors ubicacions per als aerogeneradors estan lluny dels grans obstacles contra el vent. Les mesures realitzades en un túnel de vent de la capa límit han indicat que els efectes perjudicials significatius associats als obstacles propers poden estendre's fins a 80 vegades l'alçada de l'obstacle a sotavent. No obstant això, aquest és un cas extrem. Un altre enfocament per ubicar una petita turbina és utilitzar un model de refugi per predir com afectaran els obstacles propers les condicions del vent local. Els models d'aquest tipus són generals i es poden aplicar a qualsevol lloc. Sovint es desenvolupen a partir de mesures reals del vent i poden estimar propietats de flux com ara la velocitat mitjana del vent i els nivells de turbulència en una ubicació potencial de la turbina, tenint en compte la mida, la forma i la distància a qualsevol obstacle proper.
Es pot instal·lar una petita turbina eòlica al terrat. Els problemes d'instal·lació inclouen la força del sostre, la vibració i la turbulència causada per la cornisa del sostre. Les turbines de terrat a petita escala pateixen turbulències i poques vegades generen quantitats importants d'energia, especialment a les ciutats.

### Cablejat

Un diagrama de cablejat d'alt nivell per a un sistema híbrid eòlic/PV fora de xarxa.

Els generadors per a mini-aerogeneradors solen ser generadors de corrent altern trifàsic i la tendència és utilitzar el tipus d'inducció, encara que alguns models utilitzen generadors monofàsics o sortida de corrent continu.
Després de passar el cable de CA trifàsic a través d'un anell lliscant i fins a l'extrem receptor, s'utilitza un rectificador trifàsic per convertir la CA en CC rectificada per a la càrrega de la bateria, especialment en sistemes d' energia híbrida solar. El rectificador s'ha de muntar a un dissipador de calor per a la refrigeració, amb l'opció d'afegir un ventilador d'ordinador que s'activa mitjançant un interruptor tèrmic bimetàl·lic per a la refrigeració activa.

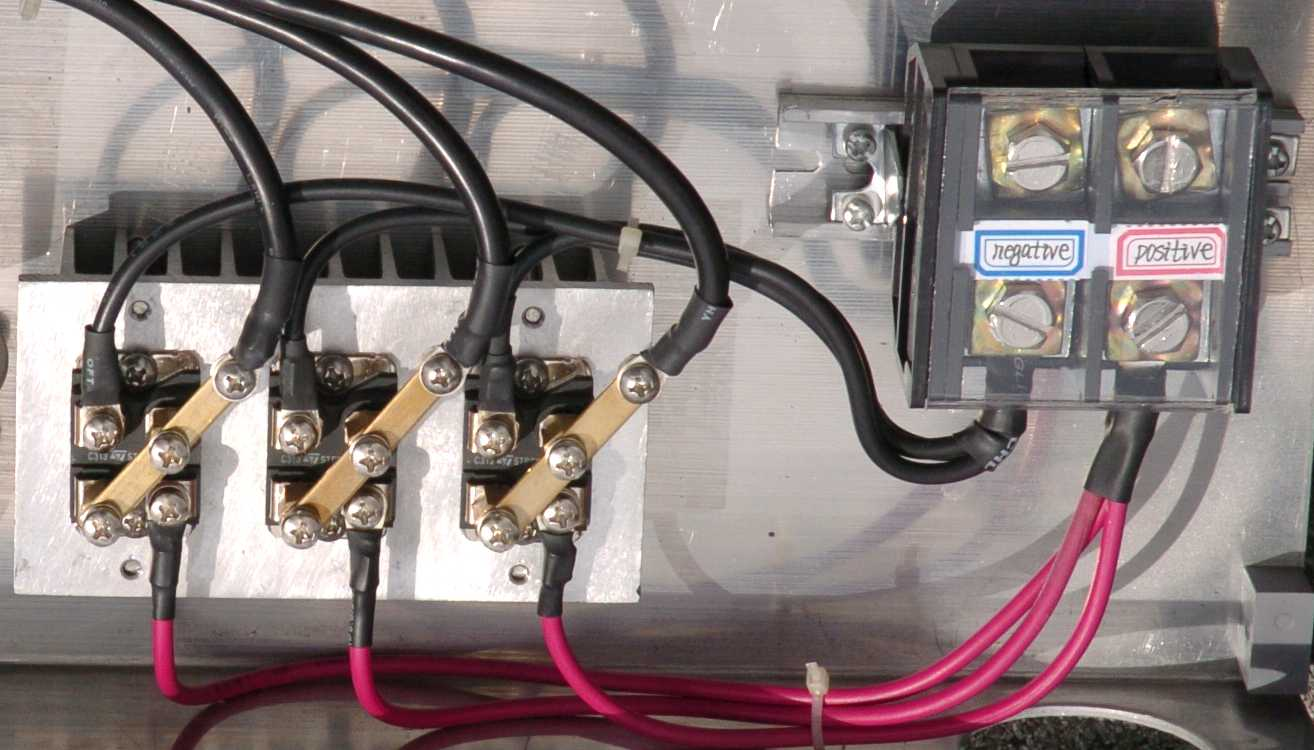
Un rectificador trifàsic que s'utilitza en una turbina eòlica urbana muntada al terrat.

L'extrem de corrent continu del rectificador es connecta a les bateries. Aquesta connexió ha de ser tan curta com sigui possible per evitar pèrdues de potència, normalment amb un vatímetre digital desviat entremig per a la supervisió. A continuació, les bateries es connecten a un inversor de potència, que torna a convertir l'energia en CA a una freqüència constant per a la connectivitat de la xarxa i l'ús final.

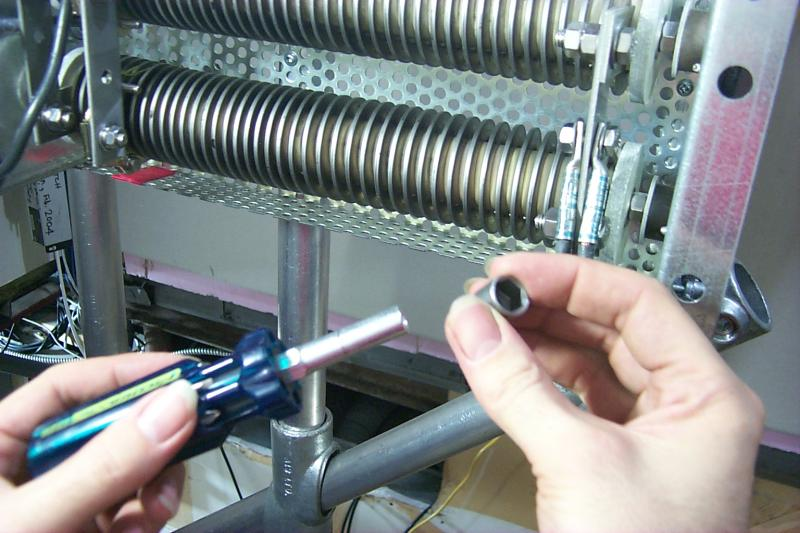
S'utilitzen resistències com a càrrega de derivació que protegeixen la turbina en cas de fort vent.

Un fre dinàmic regula la velocitat abocant l'excés d'energia a través d'una càrrega resistiva durant vents forts per evitar danys a la turbina. La resistència de frenada dinàmica s'anomena càrrega de desviació o càrrega d'abocament. La frenada dinàmica es realitza mitjançant un controlador que s'activa quan les bateries superen un determinat voltatge, que encenen la càrrega d'abocament mitjançant un solenoide, o un relé d'estat sòlid DC/DC, aquest últim té l'avantatge afegit de " no s'obre". El controlador s'ha d'ajustar correctament per evitar oscil·lacions parasitàries, que es poden aconseguir afegint una funció de retard o utilitzant un controlador de càrrega PWM ben dissenyat que admeti una funció de desviació.
Els cables resistents a la radiació UV i les fluctuacions de temperatura, com el cable solar, s'han d'utilitzar en els casos en què el cablejat estigui exposat als elements. El calibre del cable de tot el sistema ha de ser adequat per a la quantitat de corrent que el travessa. La resistència del cable, que augmenta linealment amb la seva longitud, no hauria de crear una caiguda de tensió superior al 2-5% de la caiguda de tensió total.

## Mercats

### Japó
El juliol de 2012, va entrar en vigor una nova tarifa d'alimentació aprovada pel ministre d'Indústria japonès Yukio Edano, que prometia augmentar la producció d'energia eòlica i solar del país. El país té com a objectiu augmentar la inversió en energies renovables en part com a resposta a la crisi de radiació de Fukushima el març de 2011. La tarifa d'alimentació s'aplica a plaques solars i petites turbines eòliques i requereix que els serveis públics recomprin l'electricitat generada a partir de fonts d'energia renovables a les tarifes establertes pel govern.
Energia eòlica a petita escala (aerogeneradors de menys de 20 kW) es subvencionarà com a mínim 57,75 JPY (uns 0,74 USD per kwh).

### Regne Unit
Les propietats a les zones rurals o suburbanes del Regne Unit poden optar per una turbina eòlica amb inversor per complementar l'energia de la xarxa local. L'esquema de certificació de microgeneració (MCS) del Regne Unit ofereix tarifes d'alimentació als propietaris de mini-aerogeneradors qualificats.

### Estats Units

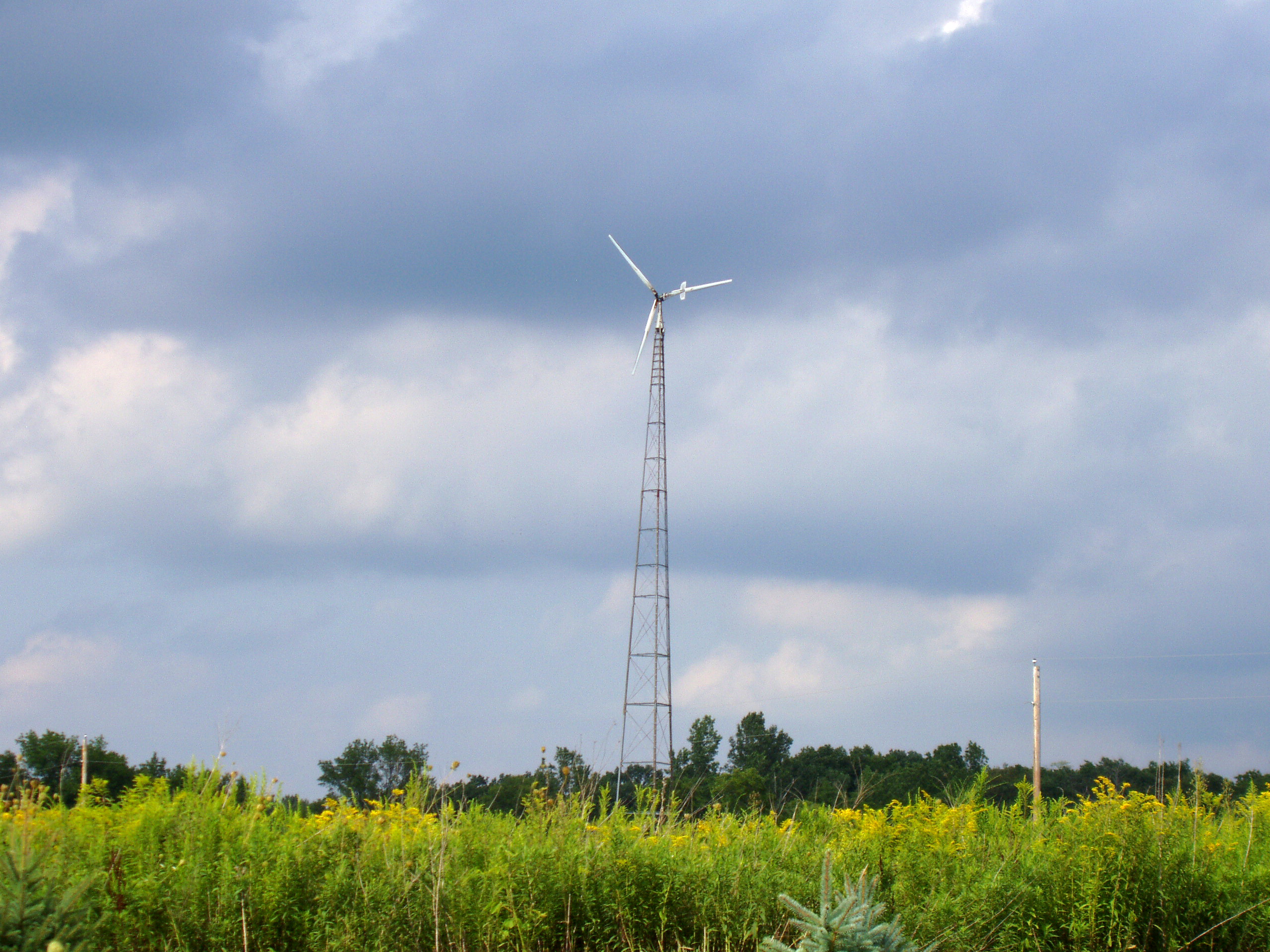
Una torre eòlica a petita escala a la zona rural d'Indiana, Estats Units

El 2019, gran part de la demanda nord-americana de mini-aerogeneradors va ser per a la generació d'energia en llocs remots i per a l'avaluació del lloc per a instal·lacions d'energia eòlica a gran escala.
La petita indústria eòlica dels EUA també es beneficia del mercat global, ja que controla aproximadament la meitat de la quota de mercat global. Els fabricants nord-americans van recaptar 77 milions de dòlars dels 156 milions que es van gastar a tot el món en petites instal·lacions de turbines eòliques. El 2008 es va instal·lar un total de 38,7 MW de petita capacitat d'energia eòlica a tot el món.
Als Estats Units, els aerogeneradors residencials amb sortides de 2 a 10 kW solen costar entre 12.000 US$ i 55.00 US$ instal·lats (US$6 per watt), tot i que hi ha incentius i descomptes disponibles en 19 estats que poden reduir el preu de compra per als propietaris fins a un 50 per cent, fins a 3 dòlars per watt. El fabricant nord-americà Southwest Windpower calcula que una turbina es pagarà per si mateixa en estalvi d'energia en 5 a 12 anys.
Per permetre als consumidors prendre una decisió informada quan compren un aerogenerador petit, IEA Wind Task 27 ha desenvolupat un mètode per a l'etiquetatge dels consumidors en col·laboració amb IEC TC88 MT2. El 2011 IEA Wind va publicar una pràctica recomanada, que descriu les proves i els procediments necessaris per aplicar l'etiqueta.

### Alemanya
Com a part de la llei alemanya d'energies renovables de 2014, l'agost de 2014 es va introduir una taxa per l'electricitat autoconsumida. El reglament no s'aplica a les petites centrals elèctriques amb una potència inferior a 10 quilowatts. Amb un import d'1,87 cèntims d'euro la quota és baixa.

## Fabricació

### Construcció de bricolatge
Alguns aficionats han construït turbines eòliques a partir de kits, components d'origen o des de zero. Els aerogeneradors de bricolatge solen ser turbines més petites (per al terrat) d'aproximadament 1 kW o menys. Aquests mini-aerogeneradors solen ser torres inclinades o fixes amb tirants.
La construcció d'aerogeneradors de bricolatge - Fes-ho tu mateix, s'ha popularitzat per revistes com OtherPower i Home Power.
Les organitzacions com a acció pràctica han dissenyat turbines eòliques de bricolatge que les comunitats dels països en desenvolupament poden construir fàcilment i estan subministrant documents concrets sobre com fer-ho.

### Fabricació local
Els dissenys de petites turbines eòliques de bricolatge es remunten a principis dels anys setanta i es van desenvolupar encara més gràcies al moviment de tornada a la terra de finals dels anys setanta als Estats Units i Europa.
Les petites turbines eòliques de fabricació local, que són de petita escala, de baix cost, socialment integrades, adaptades als contextos locals i basades en l'intercanvi obert de coneixement, s'han emmarcat o associat amb les perspectives de la tecnologia adequada o intermèdia, disseny obert i fabricació oberta .